# Eugeniusz Frąckowiak
Eugeniusz Frąckowiak (ur. 23 grudnia 1949) – polski lekkoatleta, średniodystansowiec i długodystansowiec, halowy mistrz Polski, reprezentant kraju.

## Kariera sportowa
Był zawodnikiem Gwardii Olsztyn.
Na mistrzostwach Polski seniorów na otwartym stadionie wywalczył srebrny medal w biegu na 1500 metrów w 1975. W hakowych mistrzostwach Polski seniorów zdobył pięć medali: złoty w biegu na 3000 metrów w 1981, srebrny w biegu na 1500 metrów w 1975, srebrny w biegu na 3000 metrów w 1980 oraz dwa brązowe w biegu na 1500 metrów w 1976 i 1977. 
W latach 1975–1977 reprezentował Polskę w trzech meczach międzypaństwowych. W 1976 wystartował w halowych mistrzostwach Europy, gdzie odpadł w eliminacjach biegu na 1500 metrów, z czasem 3:46,3. 
Rekord życiowy na 1500 metrów: 3:39,88 (29.07.1979), na 3000 metrów: 7:57,4 (22.06.1976).